# Ficedula zanthopygia
El papamoscas culiamarillo o papamoscas de lomo amarillo (Ficedula zanthopygia) es una especie de ave paseriforme de la familia Muscicapidae nativa de Asia.

## Distribución geográfica
Se reproduce en el este de Asia, incluyendo partes de Mongolia, Transbaikalia, el sur de China, Corea y el oeste de Japón. Pasa el invierno en algunas partes de la península de Malaca y el sur de Asia.

## Identificación
Es una especie distintiva de aspecto similar al papamoscas narciso (Ficedula narcissina). En todos los plumajes tiene obispillo amarillo. La ceja blanca del macho es distintiva, que lo diferencia del papamoscas narciso y del papamoscas chino (Ficedula elisae). Las hembras y los machos durante el primer año son de color gris oliva por encima y con la cola negruzca.
Hartert (1910) los trató como parte del grupo narcissina. Algunos individuos con superciliar amarilla han sido considerados híbridos con el atrapamoscas narciso. Incluida en este complejo de especies, estuvo la especie llamada papamoscas de Elise, generalmente tratada como una subespecie del papamoscas narciso. Los dos, elisae y zanthopygia, han sido observados reproducirse por separado en la misma área del bosque de robles cerca de Pekín.